# Tukums
Tukums és un poble de Letònia situat al municipi de Tukums (antigament Raion de Tukuma). Es troba a uns 65 km a l'oest de Riga.

## Història
El centre històric de Tukums es va desenvolupar entre les rutes comercials que condueixen des de la desembocadura del riu Daugava a Prússia. Des del 1253 Tukums va ser governada per l'Orde Livonià, un castell va ser construït a la vora del riu Slocene al final del segle xiii, al voltant de l'edifici va ser ocupat per assentaments de comerciants i artesans alemanys, es va formar un mercat al davant del castell i van començar a construir-se nous carrers en diferents direccions des de la plaça del mercat.
Amb el desenvolupament del comerç durant el segle xvi es va realitzar una nova ruta comercial cap a Prússia que començava en el que avui és el carrer major, aquest carrer va tenir una gran importància i va ser on es van construir els edificis públics i els tallers i botigues en general. Igual que molts altres assentaments Tukums va patir molt en les nombroses guerres feudals. Sota l'imperi del duc Jacob Kettler (1642-1682) Tukums va experimentar un auge econòmic ràpid, va ser en aquest moment quan es va realitzar una nova ruta comercial entre Tukums cap Jelgava, la capital del Ducat de Curlàndia i Semigàlia.
Des de 1795 Curlàndia es va incorporar a l'Imperi Rus, al novembre d'aquest mateix any la tsarina Caterina II de Rússia va signar un document per dividir Curlàndia en regions i concedir els drets de ciutat a diversos assentaments i Tukums va ser un d'ells. L'any 1877 va tenir lloc la inauguració de la línia ferroviària Riga - Tukums.

## Llocs d'interés
Entre altres:
- Castell de Jaunpil. És l'únic castell fortificat de l'Orde Livonià que roman a Letònia, va ser construït el 1301.
- Casa Senyorial de Jaunmokas. Des de 1991 l'edifici ha allotjat un museu que mostra les respectives tècniques i la història de l'activitat forestal al país.
- Palau de Durbe. És una de les més interessants mansions clàssiques del país. Avui dia allotja part de la col·lecció del Museu Tukums.
- Castell de Šlokenbeka. Va ser construït al segle xv com un castell fortificat a la vila de Milzkalne prop de Tukums.

## Ciutats agermanades
| - Andrychów, Polònia - Bnei Ayish, Israel - Chennevières-sur-Marne, França | - Izium, Ucraïna - Karelichy, Belarús - Krasnogorsk, Rússia | - Plungė, Lituània - Scheeßel, Alemanya - Tidaholm, Suècia |

## Persones notables
- Ādolfs Bļodnieks (1889 - 1962) Polític
- Georgs Andrejevs (1932 -) Polític
- Víktor Tsoi (1962 - 1990) Músic i cantant
- Artis Kampars (1967 -) Polític